# Elena Pavel
Elena Iuliana Pavel (* 26. März 1984 in Constanța) ist eine rumänische Fußballspielerin.

## Karriere

### Verein
Pavel begann ihre Karriere in Rumänien mit CS Șantierul Naval Constanța, wo sie 2000 mit 16 Jahren zum Profiteam befördert wurde. 2002 wechselte sie zu CFF Clujana Cluj und spielte 2003 mit dem Verein im UEFA Women’s Cup. Nach dem Auslaufen ihres Vertrages bei Cluj wechselte sie im Sommer 2006 zum Ligarivalen CS Motorul Oradea. Dort entwickelte sie sich zur Leistungsträgerin und heuerte nach der Saison 2006/07 in Spanien bei Sporting Huelva an.

### International
Pavel spielt in der Rumänischen Fußballnationalmannschaft der Frauen und gab 2000 in der Qualifikation zur Fußball-Europameisterschaft der Frauen 2001 ihr Debüt.